# Belén Casetta
Belén Adaluz Casetta (Mar del Plata, 26 settembre 1994) è una siepista, mezzofondista e ostacolista argentina.

## Palmarès
| Anno | Manifestazione          | Sede           | Evento       | Risultato | Prestazione | Note                                     |
| ---- | ----------------------- | -------------- | ------------ | --------- | ----------- | ---------------------------------------- |
| 2010 | Olimpiadi giovanili     | Singapore      | 400 m hs     | Batteria  | 1'04"58     |                                          |
| 2011 | Campionati sudamericani | Buenos Aires   | 400 m hs     | 6ª        | 1'01"60     |                                          |
| 2011 | Campionati sudamericani | Buenos Aires   | 4×400 m      | 4ª        | 3'52"52     |                                          |
| 2011 | Mondiali allievi        | Lilla          | 2000 m siepi | 10ª       | 6'35"47     |                                          |
| 2012 | Mondiali juniores       | Barcellona     | 3000 m siepi | Batteria  | 10'33"84    |                                          |
| 2013 | Campionati sudamericani | Cartagena      | 1500 m piani | 5ª        | 4'21"94     |                                          |
| 2013 | Campionati sudamericani | Cartagena      | 3000 m siepi | 6ª        | 10'51"85    |                                          |
| 2015 | Campionati sudamericani | Lima           | 3000 m siepi | Bronzo    | 9'57"1      |                                          |
| 2015 | Giochi panamericani     | Toronto        | 3000 m siepi | 7ª        | 10'24"54    |                                          |
| 2016 | Giochi olimpici         | Rio de Janeiro | 3000 m siepi | Batteria  | 9'51"85     |                                          |
| 2017 | Campionati sudamericani | Asunción       | 5000 m piani | Argento   | 16'26"32    |                                          |
| 2017 | Campionati sudamericani | Asunción       | 3000 m siepi | Oro       | 9'51"40     |                                          |
| 2017 | Mondiali                | Londra         | 3000 m siepi | 11ª       | 9'25"99     | Record sudamericano                      |
| 2017 | Universiadi             | Taipei         | 3000 m siepi | 6ª        | 10'12"77    |                                          |
| 2019 | Campionati sudamericani | Lima           | 3000 m siepi | Argento   | 10'04"54    |                                          |
| 2019 | Universiadi             | Napoli         | 3000 m siepi | Argento   | 9'43"05     | Miglior prestazione personale stagionale |
| 2019 | Giochi panamericani     | Lima           | 3000 m siepi | Bronzo    | 9'44"46     |                                          |
| 2019 | Mondiali                | Doha           | 3000 m siepi | Batteria  | 9'45"07     |                                          |
| 2021 | Campionati sudamericani | Guayaquil      | 3000 m siepi | Bronzo    | 9'45"79     |                                          |
| 2021 | Giochi olimpici         | Tokyo          | 3000 m siepi | Batteria  | 9'52"89     |                                          |
| 2022 | Mondiali                | Eugene         | 3000 m siepi | Batteria  | 9'29"05     | Miglior prestazione personale stagionale |
| 2022 | Giochi sudamericani     | Asunción       | 3000 m siepi | Oro       | 10'23"28    |                                          |
| 2023 | Giochi panamericani     | Santiago       | 3000 m siepi | Oro       | 9'39"47     |                                          |
| 2024 | Giochi olimpici         | Parigi         | 3000 m sepi  | Batteria  | 9'34"78     |                                          |